# Con quỷ và bà nó
Con quỷ và bà nó (tiếng Đức: Der Teufel und seine Großmutter) là truyện cổ tích thứ 125 trong tuyển tập của anh em nhà Grimm.

## Nội dung
Truyện kể về ba người lính đào ngũ vì thiếu lương thực, họ được con quỷ tặng chiếc roi có khả năng biến ra tiền. Tuy nhiên, con quỷ giao hẹn sau bảy năm sẽ chiếm linh hồn của ba người lính nếu họ không giải được một câu đố. Trong vòng bảy năm, ba người lính sống sung sướng. Nhưng đến khi sắp hết hạn bảy năm, hai người trong số ba người lính đó buồn rầu vì không thể nghĩ ra đáp án để giải. Người lính thứ ba lạc quan nói rằng anh sẽ giải được câu đố. Bỗng có bà cụ qua đường, bảo ba người lính đến căn nhà nằm chênh vênh sườn núi ở cánh rừng bên kia. Người lính thứ ba tới căn nhà mà bà cụ kia đã mách, chủ nhà là bà nội của con quỷ. Bà nội con quỷ bảo anh trốn trong tầng hầm nghe mọi chuyện. Khi con quỷ về, nó đã nói với bà nó về lời giải của câu đố. Sau khi con quỷ ngủ say, bà nội con quỷ để người lính thứ ba đi. Người lính thứ ba nói lời giải cho hai bạn của mình nghe. Đúng hạn bảy năm, con quỷ dẫn ba người lính xuống địa ngục ăn bữa ăn thịnh soạn. Cả ba người lính đều giải được câu đố, được thoát khỏi con quỷ và sung sướng đến hết đời.

### Nhân vật
- Ba người lính
- Con quỷ
- Bà cụ dẫn đường
- Bà của quỷ